# Gerardo Tristano
Gerardo Tristano (Cesinali, 1º luglio 1955) è un compositore italiano.

## Biografia
È stato allievo di Bruno Mazzotta con il quale si diploma in composizione nel 1987 al Conservatorio 'G. Martucci' di Salerno.
Pochi anni prima, nel 1984, completa gli studi di contrabbasso presso il Conservatorio 'D. Cimarosa' di Avellino e nel 1986 consegue il diploma triennale di Alto Perfezionamento con Franco Donatoni alla Scuola Superiore di Musica di Pescara. Proprio l'incontro con Donatoni gli apre le porte della scena internazionale con le settimane musicali Music Weeks di Amsterdam del 1986 dove il suo pezzo per organo solo Circumscriptio ottiene un buon successo.
Terminato il percorso formativo con Donatoni, si trova totalmente immerso nell'ambito dei Ferienkurse di Darmstadt del 1990 dove il pezzo Pteron suscita un forte interesse di pubblico e critica. La stessa accoglienza gli sarà riservata all'ISCM di Hong Kong nel 2002.
Nel 2004 si laurea in Filosofia all'Università Aldo Moro di Bari con una tesi in Ermeneutica dal titolo Gioco e arte in Gadamer. Nel 2006 fonda Ars Phoné, associazione per la musica e la promozione culturale, con la quale registra un CD antologico Collection I, in collaborazione con i solisti dell'Ensemble Artifex, in cui trova spazio un suo lavoro inedito Shorts, costituito da 17 liriche, tratto dall'omonima opera di W.H. Auden, che verrà depositato presso la Discoteca di Stato.
L'interesse per la musica strumentale pop di ispirazione minimalista lo spinge a trasferirsi nel 2010 a Londra dove decide di avviare una nuova produzione strumentale. Nel 2015 pubblica il CD Desert Birds per la Videoradio.
L'amore per il melodramma lo porta a scrivere libretto e musica per l'opera Cam-Girl, oggetto di donazione alla Biblioteca del Conservatorio 'L. D’Annunzio' di Pescara, istituto presso il quale è docente di Composizione dal 2011.

## Opere

### Musica da Camera
- 1985 - Circumscriptio - per organo, archiviato presso Gaudeamus Foundation di Amsterdam
- 1985 - Nyama - per 1 percussionista, proprietà dell'Autore
- 1985 - Passi - per chitarra, Edizioni Suvini Zerboni
- 1987 - Konzertstuck - per 14 strumenti, archiviato presso Gaudeamus Foundation di Amsterdam
- 1987 - Kleine musik - per sax contralto, Edizioni Edipan
- 1989 - Pteron - per flauto, clarinetto Bb, violino, violoncello, piano, Edizioni Berben
- 1990 - Dell'alba - per marimba e pianoforte, Edizioni Musicali Bèrben
- 1990 - Curve of Light - per flauto piccolo, proprietà dell'Autore
- 1990 - Kinderspiel - per clarinetto piccolo Eb, Edizioni Musicali Bèrben
- 1991 - Oyrios - per violino, violoncello e chitarra, Edizioni Musicali Bèrben
- 1991 - Omma - per flauto, proprietà dell'Autore
- 1991 - Carta stellare - per pianoforte, proprietà dell'Autore
- 1992 - Epiciclo - per oboe, proprietà dell'Autore
- 1992 - Rhu - per fiati, pianoforte e percussioni, Edizioni Musicali Bèrben
- 1992 - En - per viola e pianoforte, proprietà dell'Autore
- 1992 - Studio - per 11 strumenti, proprietà dell'Autore
- 1993 - Silent as the Moon - per Pianoforte, Edizioni Musicali Bèrben
- 1999 - Anekanta - per flauto, oboe, clarinetto, corno, fagotto, proprietà dell'Autore
- 2001 - Les Objets Oublié - per flauto, violoncello, pianoforte, Edizioni Musicali Bèrben
- 2001 - Le parole sul vetro della finestra - per pianoforte, Edizioni Musicali Bèrben
- 2001 - Die Erde Schenkt - per orchestra, proprietà dell'autore
- 2006 - L'ora che nasce - per violino, viola, violoncello, tamburo, Glockenspiel, Edizioni Musicali Bèrben
- 2007 - L'ora che muore - per flauto, sax soprano, clarinetto basso, trombone, violoncello, vibrafono, set di tamburi, Edizioni Musicali Bèrben

### Musica Vocale
- 1983 - Adieu - per baritono e 11 strumenti (testo di Arthur Rimbaud), archiviato presso il Conservatorio di Musica di Avellino
- 1990 - Il paesaggio delle analogie - coro misto a cappella (testo liberamente tratto da una lirica di Roberto Sanesi), Edizioni Musicali Bèrben
- 1993 - Pessoa Songs - per voce femminile e 12 strumenti (testo di Fernando Pessoa), proprietà dell'autore
- 2005 - Shorts - per voce femminile e 11 strumenti (testo di Wystan_Hugh_Auden|W.H. Auden), proprietà dell'Autore
- 2014 - La quiete dopo la tempesta per tenore e orchestra (versi di Giacomo Leopardi), proprietà dell'Autore

### Musica per il Teatro
- 2001 - La Casa degli Usher - dramma lirico in due atti tratto da un'opera di E. A. Poe
- 2014 - Cam-Girl - melodramma in due atti (libretto e musica)

### Musica strumentale Pop
- 2009 - Desert Birds - per viola, chitarra classica, pianoforte, basso elettrico, trombone, vibrafono e batteria - Videoradio
- 2009 - A Dog in the Rain - per chitarra classica, violino, viola, violoncello, pianoforte, vibrafono - Videoradio
- 2009 - Non Living Sea Object - per flauto, violino, viola, violoncello, pianoforte, vibrafono, batteria - Videoradio
- 2009 - A Perfect Moonlight - per flauto, clarinetto, sax alto, chitarra, basso, trombone, violino, viola, violoncello, pianoforte, Glockenspiel, batteria
- 2009 - The Sky of Lovers - per violino, viola, violoncello, chitarra, basso, pianoforte, trombone, vibrafono, Glockenspiel, batteria
- 2010 - Before the Snow Comes - per flauto, clarinetto, sax soprano, chitarra, basso, trombone, violino, viola, violoncello, pianoforte, vibrafono, batteria
- 2010 - Budapest Park - per flauto, clarinetto, sax soprano, chitarra elettrica, basso, trombone, violino, viola, violoncello, pianoforte, Glockenspiel, batteria
- 2011 - Moon at Moon - per chitarra classica, basso, trombone, violino, viola, violoncello, pianoforte, vibrafono, batteria
- 2012 - In Loving Memory - per flauto, clarinetto, sax soprano, chitarra classica, basso, violino, viola, violoncello, trombone, pianoforte, vibrafono, batteria
- 2012 - Oceanic Fauna - per flauto, clarinetto, sax soprano, chitarra elettrica, basso, violino, viola, violoncello, trombone, pianoforte, Glockenspiel, batteria
- 2013 - The Very Core of Dawn - per flauto, clarinetto, sax soprano, chitarra elettrica, basso, violino, viola, violoncello, trombone, pianoforte, vibrafono, batteria
- 2013 - Nachtmusik I, Musica notturna per un armistizio di pace - per flauto, clarinetto, sax soprano, chitarra classica, basso, violino, viola, violoncello, trombone, pianoforte, vibrafono, batteria
- 2013 - Minimal Landscape - per flauto, clarinetto, sax soprano, chitarra elettrica, basso, violino, viola, violoncello, trombone, pianoforte, vibrafono, batteria
- 2013 - Egocentric - per flauto, clarinetto, sax alto, chitarra elettrica, basso, violino, viola, violoncello, trombone, pianoforte, vibrafono, batteria
- 2013 - Asteroid Rhapsody - per flauto, clarinetto, sax alto, chitarra classica, basso, violino, viola, violoncello, trombone, pianoforte, vibrafono, batteria

## Rappresentazioni
- 1990 - Concerto monografico - Auditorium San Nicola, Benevento
- 1991 - Rassegna musica contemporanea (I Solisti dauni) - Teatro U. Giordano, Foggia
- 1991 - Concerto monografico - Cinema Teatro Don Bosco, Caserta
- 1991 - Prima assoluta di Dell'alba, per marimba e pianoforte - Sala Trieste, Napoli
- 1992 - Prima assoluta di Oyrios, trio per violino, violoncello e chitarra - Summer Courses, Darmstadt
- 1992 - Rassegna monografica - Ischia
- 2001 - Prima assoluta di Le parole sul vetro della finestra (Monaldo Braconi: pianoforte) - Accademia d'Ungheria, Roma
- 2004 - Prima assoluta di Les Objets Oubliès (Akanthos Ensemble) - Club Modern, Fulda - Germania

## Premi
- 1984 - Premio di Composizione E. Porrino - Cagliari con l'opera Adieu
- 1986 - Gaudeamus Musikweek - Amsterdam
- 1987 - 3º Premio Internazionale Fronimo - Milano con l'opera Passi
- 1987 - Premio di Composizione E. Porrino - Cagliari con l'opera Passi
- 1989 - Premio Aglaia per giovani musicisti - Pompei
- 1990 - Stipendienpreis - Darmstadt con l'opera Pteron
- 2002 - Premio ISCM - Hong Kong con l'opera Pteron

## Discografia

### CD
- 2006 - Collection I

### CD Singoli
- 2015 - Desert Birds
- 2015 - Moon at Moon

## Pubblicazioni
- 2014 - Storia di Wilfred - ISBN 978-88-911388-8-0
- 2014 - Antropologia del suono - ISBN 978-88-911684-8-1